# مايا أريكسون
مايا أريكسون (بالسويدية: Maja Eriksson)‏ (1 مايو 1991 في السويد - ) هي لاعبة كرة يد السويد. لعبت مع TTH Holstebro ‏.

## وصلات خارجية
- مايا أريكسون على موقع الاتحاد الأوروبي لكرة اليد (الإنجليزية)